# Sixteen Tongues
Sixteen Tongues es una película de ciencia ficción estadounidense de 2003 escrita y dirigida por Scooter McCrae . Está protagonizada por Jane Chase, Crawford James y Alice Liu.

## Trama
En un futuro distópico, las vidas de tres desviados convergen: Ginny, una cyborg asesina; Adrian, un policía rebelde; y Alik, el amante del asesino. Alik, un hacker, está obsesionado con encontrar al asesino de su hermano, y Ginny quiere matar al científico que le provocó ataques de ira homicida y una sobrecarga sexual paralizante. Los dos se encuentran con Adrian en un hotel de mala calidad donde se puede saciar cualquier deseo, por perverso que sea. Adrian, el único superviviente de una masacre, ha recibido injertos de piel de la lengua de sus camaradas asesinados. Sin que los demás lo supieran, los injertos lo han vuelto loco lentamente debido a un trauma psíquico.

## Elenco
- Jane Chase como Ginny Chin-Chin
- Crawford James como Adrian Torque
- Alice Liu como Alik Silens

## Producción
El título se inspiró en la canción " Sixteen Tons ". A medida que McCrae empezó a interesarse más por la idea de explorar las posibilidades del título, desarrolló una trama con personajes que eran lo suficientemente extremos como para plantear un desafío.  Los personajes fueron diseñados en parte para hacer que los espectadores cuestionen su simpatía por los protagonistas, quienes tal vez no merezcan su empatía o simpatía.  El rodaje comenzó en 1999 en Brooklyn y continuó durante todo el verano.   El casting se vio dificultado por el contenido transgresor. McCrae dijo que nunca tuvo que convencer a los actores, ya que se aseguró de que se sintieran cómodos con los requisitos del guion. Se reescribió una escena de sexo explícita, ya que McCrae y Chase coincidieron en que era demasiado transgresora.  Debido a la falta de miembros del equipo, el propio McCrae se vio obligado a asumir múltiples tareas de producción, como cámaras e iluminación.  Los temas incluyen la mortalidad, los tabúes, la naturaleza del mal y cuestiones de traición y confianza. Aunque la película no fue escrita con un mensaje político en mente, McCrae dijo que no se podía divorciar de su época, la administración de George W. Bush. 

## Realización
Sixteen Tongues se estrenó en el Festival Internacional de Cine Fantasía en julio de 2003.  Fue lanzado en DVD el 22 de febrero de 2005.  Core Audio and Visual de Saturn lanzó un blu-ray en 2022

## Recepción
Jon Condit de Dread Central lo calificó con 3/5 estrellas y escribió: "Lamentablemente, aunque el Sr. McCrae tiene visión y creatividad, lo que le falta en Sixteen Tongues es presupuesto y actores fuertes. A veces, su escritura es demasiado pesada para los actores aficionados., y es una pena que una buena línea no se maneje adecuadamente".  Al discutir su contenido pornográfico y temas transgresores, Drew McWeeny de Ain't It Cool News escribió: "Si estás buscando algo verdaderamente transgresor, Sixteen Tongues debería probar el umbral incluso del espectador más audaz".  Mike Watt de Film Threat la calificó con 3,5/5 estrellas y escribió que, aunque las imágenes son impactantes, la película recompensa múltiples visualizaciones con una narrativa satisfactoria que no es inmediatamente obvia.  Eric Campos, que también escribe en Film Threat, la calificó con 3/5 estrellas y la recomendó a los fanáticos de las películas cyberpunk que puedan manejar las imágenes inquietantes.  Bill Gibron de DVD Talk la calificó con 2,5/5 estrellas y escribió: "Este es un intento de realización cinematográfica grandiosa con un presupuesto reducido, una película cargada de ideas e imágenes intrigantes, aunque a menudo incompletas, forzadas a un entorno claustrofóbico de reducción de costos. " 